# Argiope bougainvilla
Argiope bougainvilla är en spindelart som först beskrevs av Charles Athanase Walckenaer 1847.  Argiope bougainvilla ingår i släktet Argiope och familjen hjulspindlar. Inga underarter finns listade i Catalogue of Life.